# Festival international de théâtre francophone pour étudiants
Le Festival International de Théâtre Francophone pour Étudiants est un festival de théâtre qui se déroule à Poznań depuis 2011. C'est une organisation internationale qui réalise les projets liés au théâtre francophone, tels que : la traduction et la mise-en-scène des pièces théâtrales, organisation de spectacles, organisation de stages de théâtre en France, activité du centre documentaire, activité d'école de théâtre francophone, et formation des enseignants de la langue française. 